# Península de Cà Mau
La península de Ca Mau (en vietnamita: Bán Đảo Cà Mau) es una pequeña península que constituye el extremo sur del país asiático de Vietnam (cabo de Cà Mau, 8º40'30 N, 104º47'30 E). Se encuentra entre el golfo de Tailandia, al oeste y el mar de China Meridional al este, y administrativamente, comprende las provincias de Cà Mau, Kiên Giang y Bạc Liêu.